# Quernaspis insularis
Quernaspis insularis är en insektsart som beskrevs av Howell in Takagi och Howell 1977. Quernaspis insularis ingår i släktet Quernaspis och familjen pansarsköldlöss. Inga underarter finns listade i Catalogue of Life.